# SECRET AMBITION
「SECRET AMBITION」（シークレット・アンビション）は、水樹奈々の15枚目のシングル。2007年4月18日にキングレコードから発売された。

## 解説
「Justice to Believe／アオイイロ」から2ヶ月でのリリースとなるシングル。表題曲「SECRET AMBITION」は、テレビアニメ『魔法少女リリカルなのはStrikerS』の前期オープニングテーマに起用された。ちなみにPVは茨城で撮影された。 
2007年4月30日付のオリコンウィークリーチャートで初登場2位を記録し、2005年10月25日付の同チャートで本人が「ETERNAL BLAZE」で樹立した自己最高位および声優作品としても最高となる2位と並び、いずれも先の記録以来となるものである。初動売上は「ETERNAL BLAZE」を大きく上回り、累計では、当時の自己最高売上を記録したが、後に18thシングル「Trickster」が2008年11月24日付で本作を上回った。

## 収録曲
1. SECRET AMBITION [4:24]
作詞：水樹奈々、作曲：志倉千代丸、編曲：藤間仁（Elements Garden）
  - テレビアニメ『魔法少女リリカルなのはStrikerS』前期オープニングテーマ

ドラマチックでダンサブルな楽曲に仕上がっている[3]。
2. Heart-shaped chant [5:12]
作詞：水樹奈々、作曲・編曲：上松範康（Elements Garden）
  - PS2用ソフト『シャイニング・ウィンド』オープニングテーマ

作編曲者の実妹であり、藤間仁の妻でもあるアルパ奏者の上松美香が演奏に参加している。
3. Level Hi! [3:43]
作詞：西村ちさと、作曲・編曲：斎藤真也
  - TBS系列『がっちりマンデー!!』4 - 6月度エンディングテーマ
4. SECRET AMBITION （without NANA）
5. Heart-shaped chant （without NANA）
6. Level Hi! （without NANA）

## 収録作品
| 曲名               | 収録作品名                                      | 作品種類 | 発売日         | 備考                                         |
| ------------------ | ----------------------------------------------- | -------- | -------------- | -------------------------------------------- |
| SECRET AMBITION    | GREAT ACTIVITY                                  | アルバム | 2007年11月14日 | 6thオリジナルアルバム                        |
| SECRET AMBITION    | NANA CLIPS 4                                    | DVD      | 2008年7月2日   | 4thミュージッククリップ                      |
| SECRET AMBITION    | THE MUSEUM II                                   | アルバム | 2011年11月23日 | 2ndベストアルバム                            |
| SECRET AMBITION    | NANA MIZUKI LIVE CASTLE×JOURNEY -QUEEN-         | DVD      | 2012年5月2日   | 11thライブ・ビデオ                           |
| SECRET AMBITION    | NANA CLIPS 6                                    | DVD      | 2013年12月11日 | 両国国技館座長公演 「水樹奈々大いに唄う 参」 |
| Heart-shaped chant | GREAT ACTIVITY                                  | アルバム | 2007年11月14日 | 6thオリジナルアルバム                        |
| Heart-shaped chant | NANA MIZUKI LIVE GRACE -ORCHESTRA-              | DVD      | 2011年10月5日  | 10thライブ・ビデオ                           |
| Level Hi!          | NANA MIZUKI LIVE FORMULA at SAITAMA SUPER ARENA | DVD      | 2008年5月9日   | 6thライブ・ビデオ                            |
| Level Hi!          | NANA MIZUKI LIVE CASTLE×JOURNEY                 | DVD      | 2012年5月2日   | 11thライブ・ビデオ                           |